# Eriphioides surinamensis
Eriphioides surinamensis är en fjärilsart som beskrevs av Heinrich Benno Möschler 1877. Eriphioides surinamensis ingår i släktet Eriphioides och familjen björnspinnare. Inga underarter finns listade i Catalogue of Life.